# Reparti i Operacioneve Speciale
Il Reparti i operacioneve speciale o ROS, letteralmente "reparto delle operazioni speciali" in lingua albanese, era un'unità di forze speciali albanesi, sotto l'autorità del Ministero degli Interni del paese. Era basata nella città portuale occidentale di Durazzo. Fondato nel febbraio 2000, è stato usato principalmente contro il crimine organizzato. È stato sciolto nel 2002.
Il comandante di ROS era Abedin Lame. Questa è la più elitaria unità operativa militare albanese chiamata Reparti i Operacioneve Speciale (ROS). ROS è un'unità antiterroristica, questa amministrata dagli operatori britannici SAS. Fondata nel febbraio 2000 e denominata in codice "77", questa unità rientra anche nel Ministero dell'Interno e ha sede a Durazzo.
Questa unità ha anche compiti di intelligence ed è utilizzata principalmente contro gli elementi del crimine organizzato. Usano un mix di armi occidentali e orientali e i suoi tirocinanti sono sottoposti a un programma di selezione particolarmente rigoroso.